# Conometopus brevirostrum
Conometopus brevirostrum är en insektsart som beskrevs av Ronderos 1972. Conometopus brevirostrum ingår i släktet Conometopus och familjen Ommexechidae. Inga underarter finns listade i Catalogue of Life.